# Фиџи на Светском првенству у атлетици на отвореном 2011.
Фиџи је учествовао на 13. Светском првенству у атлетици на отвореном 2011. одржаном у Тегу од 27. августа до 4. септембра. Репрезентацију Фиџија представљао је 1 атлетичар, која се такмичио у бацању копља. , 
На овом првенству Фиђи није освојио ниједну медаљу. Није било нових националних, личних и рекорда сезоне.

## Учесници
Мушкарци:
- Лесли Копланд — Бацање копља

## Резултати

### Мушкарци
| Атлетичар     | Дисциплина   | Лични рекорд | Група    | Група       | Финале               | Финале       | Детаљи |
| Атлетичар     | Дисциплина   | Лични рекорд | Резултат | Место       | Резултат             | Место        | Детаљи |
| ------------- | ------------ | ------------ | -------- | ----------- | -------------------- | ------------ | ------ |
| Лесли Копланд | Бацање копља | 80,45 НР     | 76,57    | 10. у гр. Б | Није се квалификовао | 22 / 36 (37) |        |